# Équipe de Hongrie de football au Championnat d'Europe 2016
 (mai 2016).
Si vous disposez d'ouvrages ou d'articles de référence ou si vous connaissez des sites web de qualité traitant du thème abordé ici, merci de compléter l'article en donnant les références utiles à sa vérifiabilité et en les liant à la section « Notes et références ».
L'équipe de Hongrie de football participe à son 3e championnat d'Europe lors de l'édition 2016 qui se tient en France du 10 juin 2016 au 10 juillet 2016.

## Effectif
Voici le groupe des 23 joueurs convoqués pour l'Euro 2016.
| Numéro / Nom       | Numéro / Nom        | Équipe               | Sél. (but)      | Date de naissance | J.              |                 |                 |                 |                 |
| Gardiens de but    | Gardiens de but     | Gardiens de but      | Gardiens de but | Gardiens de but   | Gardiens de but | Gardiens de but | Gardiens de but | Gardiens de but | Gardiens de but |
| ------------------ | ------------------- | -------------------- | --------------- | ----------------- | --------------- | --------------- | --------------- | --------------- | --------------- |
| 22                 | Gábor Király        | Szombathelyi Haladás | 102 (0)         | 01.04.1976        | 0               | 0               | 0               | 0               | 0               |
| 1                  | Dénes Dibusz        | Ferencváros          | 4 (0)           | 16.11.1990        | 3               | 0               | 0               | 0               | 0               |
| 12                 | Péter Gulácsi       | RB Leipzig           | 3 (0)           | 06.05.1990        | 0               | 0               | 0               | 0               | 0               |
| Défenseurs         |                     |                      |                 |                   |                 |                 |                 |                 |                 |
| 2                  | Ádám Lang           | Fehérvár             | 10 (0)          | 17.01.1993        | 3               | 0               | 0               | 0               | 0               |
| 3                  | Mihály Korhut       | Debrecen             | 4 (0)           | 01.12.1988        | 1               | 0               | 0               | 0               | 0               |
| 4                  | Tamás Kádár         | Lech Poznań          | 29 (0)          | 14.03.1990        | 2               | 0               | 1               | 0               | 0               |
| 5                  | Attila Fiola        | Puskás Akadémia      | 14 (0)          | 17.02.1990        | 1               | 0               | 0               | 0               | 0               |
| 21                 | Barnabás Bese       | MTK Budapest         | 0 (0)           | 06.05.1994        | 1               | 0               | 0               | 0               | 0               |
| 20                 | Richárd Guzmics     | Wisła Cracovie       | 13 (1)          | 16.04.1987        | 2               | 0               | 1               | 0               | 0               |
| 23                 | Roland Juhász       | Fehérvár             | 91 (6)          | 01.07.1983        | 3               | 0               | 1               | 0               | 0               |
| Milieux de terrain |                     |                      |                 |                   |                 |                 |                 |                 |                 |
| 6                  | Ákos Elek           | Diósgyőr             | 38 (1)          | 21.07.1988        | 1               | 0               | 0               | 0               | 0               |
| 7                  | Balázs Dzsudzsák    | Bursaspor            | 77 (18)         | 23.12.1986        | 3               | 2               | 1               | 0               | 0               |
| 8                  | Ádám Nagy           | Ferencváros          | 7 (0)           | 17.06.1995        | 2               | 0               | 1               | 0               | 0               |
| 10                 | Zoltán Gera         | Ferencváros          | 88 (24)         | 22.04.1979        | 3               | 1               | 1               | 0               | 0               |
| 14                 | Gergő Lovrencsics   | Lech Poznań          | 11 (1)          | 01.09.1988        | 1               | 0               | 0               | 0               | 0               |
| 15                 | László Kleinheisler | Werder Brême         | 4 (1)           | 08.04.1994        | 2               | 0               | 1               | 0               | 0               |
| 16                 | Ádám Pintér         | Ferencváros          | 20 (0)          | 12.06.1988        | 2               | 0               | 0               | 0               | 0               |
| 18                 | Zoltán Stieber      | Nuremberg            | 11 (2)          | 16.10.1988        | 3               | 1               | 0               | 0               | 0               |
| Attaquants         |                     |                      |                 |                   |                 |                 |                 |                 |                 |
| 9                  | Ádám Szalai         | Hanovre              | 31 (8)          | 09.12.1987        | 3               | 1               | 0               | 0               | 0               |
| 11                 | Krisztián Németh    | Al-Gharafa           | 3 (2)           | 05.01.1989        | 2               | 0               | 1               | 0               | 0               |
| 13                 | Dániel Böde         | Ferencváros          | 12 (4)          | 24.10.1986        | 1               | 0               | 0               | 0               | 0               |
| 17                 | Nemanja Nikolić     | Legia Varsovie       | 18 (3)          | 31.12.1987        | 1               | 0               | 0               | 0               | 0               |
| 19                 | Tamás Priskin       | Slovan Bratislava    | 55 (17)         | 27.09.1986        | 2               | 0               | 0               | 0               | 0               |

 = capitaine --  Gardien de butDéfenseurMilieu de terrainAttaquantSélectionneur

## Phase qualificative
Lors des qualifications, la Hongrie termine troisième du groupe F derrière l'Irlande du Nord et la Roumanie.
| Rang | Équipe          | Pts | J  | G | N | P | Bp | Bc | Diff |  | Résultats (▼ dom., ► ext.) |     |     |     |     |     |     |
| ---- | --------------- | --- | -- | - | - | - | -- | -- | ---- |  | -------------------------- | --- | --- | --- | --- | --- | --- |
| 1    | Irlande du Nord | 21  | 10 | 6 | 3 | 1 | 16 | 8  | +8   |  | Irlande du Nord            |     | 0-0 | 1-1 | 2-1 | 2-0 | 3-1 |
| 2    | Roumanie        | 20  | 10 | 5 | 5 | 0 | 11 | 2  | +9   |  | Roumanie                   | 2-0 |     | 1-1 | 1-1 | 1-0 | 0-0 |
| 3    | Hongrie         | 16  | 10 | 4 | 4 | 2 | 11 | 9  | +2   |  | Hongrie                    | 1-2 | 0-0 |     | 1-0 | 2-1 | 0-0 |
| 4    | Finlande        | 12  | 10 | 3 | 3 | 4 | 9  | 10 | -1   |  | Finlande                   | 1-1 | 0-2 | 0-1 |     | 1-0 | 1-1 |
| 5    | Îles Féroé      | 6   | 10 | 2 | 0 | 8 | 6  | 17 | -11  |  | Îles Féroé                 | 1-3 | 0-3 | 0-1 | 1-3 |     | 2-1 |
| 6    | Grèce           | 6   | 10 | 1 | 3 | 6 | 7  | 14 | -7   |  | Grèce                      | 0-2 | 0-1 | 4-3 | 0-1 | 0-1 |     |

Elle se qualifie pour l'Euro en barrages où elle a battu la Norvège, 3 buts à 1 sur l'ensemble des deux rencontres.
| 12 novembre 2015 | Norvège | 0 - 1   | Hongrie          | Ullevaal Stadion, Oslo                            |                                                   |
| 20h45 HEC        |         | (0 - 1) | 26e Kleinheisler | Spectateurs : 27 182 Arbitrage : Mark Clattenburg | Spectateurs : 27 182 Arbitrage : Mark Clattenburg |
| 20h45 HEC        | Rapport |         |                  | Spectateurs : 27 182 Arbitrage : Mark Clattenburg | Spectateurs : 27 182 Arbitrage : Mark Clattenburg |

| 15 novembre 2015 | Hongrie                           | 2 - 1   | Norvège       | Groupama Aréna, Budapest                                 |                                                          |
| 20h45 HEC        | Priskin 14e · Henriksen 83e (csc) | (1 - 0) | Henriksen 87e | Spectateurs : 22 000 Arbitrage : Carlos Velasco Carballo | Spectateurs : 22 000 Arbitrage : Carlos Velasco Carballo |
| 20h45 HEC        | Rapport                           |         |               | Spectateurs : 22 000 Arbitrage : Carlos Velasco Carballo | Spectateurs : 22 000 Arbitrage : Carlos Velasco Carballo |

## Phase finale

### Premier tour - groupe F
La Hongrie se trouve dans le groupe F avec le Portugal, l'Islande et l'Autriche.
| Rang | Équipe   | Pts | J | G | N | P | Bp | Bc | Diff |
| ---- | -------- | --- | - | - | - | - | -- | -- | ---- |
| 1    | Hongrie  | 5   | 3 | 1 | 2 | 0 | 6  | 4  | +2   |
| 2    | Islande  | 5   | 3 | 1 | 2 | 0 | 4  | 3  | +1   |
| 3    | Portugal | 3   | 3 | 0 | 3 | 0 | 4  | 4  | 0    |
| 4    | Autriche | 1   | 3 | 0 | 1 | 2 | 1  | 4  | -3   |

     Équipes directement qualifiées ;      Équipe qualifiée en tant que meilleure 3e ; Pts : points ; J : matchs joués ; G : matchs gagnés ; N : matchs nuls ; P : matchs perdus ;

Bp : buts pour ; Bc : buts contre ; Diff : différence de buts.
| Match 11                                             | Autriche | 0 - 2   | Hongrie                                             | Matmut Atlantique, Bordeaux                     |                                                 |
| 14 juin 2016 · 18 h CEST · Historique des rencontres |          | (0 - 0) | 62e Szalai (Kleinheisler ) · 87e Stieber (Priskin ) | Spectateurs : 34 424 Arbitrage : Clément Turpin | Spectateurs : 34 424 Arbitrage : Clément Turpin |
| 14 juin 2016 · 18 h CEST · Historique des rencontres | Rapport  |         |                                                     | Spectateurs : 34 424 Arbitrage : Clément Turpin | Spectateurs : 34 424 Arbitrage : Clément Turpin |

| Match 23                                             | Islande                  | 1 - 1   | Hongrie             | Stade Vélodrome, Marseille                         |                                                    |
| 18 juin 2016 · 18 h CEST · Historique des rencontres | G. Sigurðsson 40e (pen.) | (1 - 0) | 88e (csc) Sævarsson | Spectateurs : 60 842 Arbitrage : Sergueï Karassiov | Spectateurs : 60 842 Arbitrage : Sergueï Karassiov |
| 18 juin 2016 · 18 h CEST · Historique des rencontres | Rapport                  |         |                     | Spectateurs : 60 842 Arbitrage : Sergueï Karassiov | Spectateurs : 60 842 Arbitrage : Sergueï Karassiov |

| Match 34                                             | Hongrie                      | 3 - 3   | Portugal                                                                  | Parc Olympique lyonnais, Décines-Charpieu        |                                                  |
| 22 juin 2016 · 18 h CEST · Historique des rencontres | Gera 19e · Dzsudzsák 47e 55e | (1 - 1) | 42e Nani (Ronaldo ) · 50e Ronaldo (João Mário ) · 62e Ronaldo (Quaresma ) | Spectateurs : 55 514 Arbitrage : Martin Atkinson | Spectateurs : 55 514 Arbitrage : Martin Atkinson |
| 22 juin 2016 · 18 h CEST · Historique des rencontres | Rapport                      |         |                                                                           | Spectateurs : 55 514 Arbitrage : Martin Atkinson | Spectateurs : 55 514 Arbitrage : Martin Atkinson |

### Huitième de finale
| Match 42                                             | Hongrie | 0 - 4   | Belgique                                                                                            | Stadium, Toulouse                              |                                                |
| 26 juin 2016 · 21 h CEST · Historique des rencontres |         | (0 - 1) | 10e Alderweireld (De Bruyne ) · 78e Batshuayi (Hazard ) · 80e Hazard · 90+1e Carrasco (Nainggolan ) | Spectateurs : 28 921 Arbitrage : Milorad Mažić | Spectateurs : 28 921 Arbitrage : Milorad Mažić |
| 26 juin 2016 · 21 h CEST · Historique des rencontres | Rapport |         | | Spectateurs : 28 921 Arbitrage : Milorad Mažić | Spectateurs : 28 921 Arbitrage : Milorad Mažić |

## Diffusion
En France, les matches de la Hongrie au premier tour sont diffusés par BeIN Sports. TF1 diffuse également son huitième de finale face à la Belgique.